# Ende eines Sommers
Ende eines Sommers (Originaltitel L’heure d’été) ist ein französischer Spielfilm von Olivier Assayas aus dem Jahr 2008.

## Handlung
Eine großbürgerliche Familie trifft sich während der Sommermonate im prachtvollen Landhaus in Valmondois, wo die alleinstehende Besitzerin Hélène ihren 75. Geburtstag feiert. Sie lebt im Haus ihres Onkels, des Künstlers Paul Berthier, und sieht ihre Lebensaufgabe darin, dessen Nachlass zu verwalten. Zu ihrem Geburtstag versammelt sie dort ihre ganze Familie, ihre drei Kinder samt Partnern und Enkeln. Dies ist ein seltener Anlass, da ihre Tochter Adrienne in New York lebt und ihr Sohn Jérémie mit seiner Familie in China. Hélène spürt, dass ihr nicht mehr viel Zeit bleibt. In den Gesprächen mit ihren drei erwachsenen Kindern Frédéric, Jérémie und Adrienne geht es der Jubilarin auch um die Frage, was mit dem Anwesen und seinem wertvollen Interieur nach ihrem Tod geschehen soll.
Mit ihrem Sohn Frédéric will Hélène die Kunstwerke durchgehen, um deren Restaurierung und Verkauf er sich nach ihrem Tod kümmern soll: einige Gemälde, darunter zwei von Corot, wertvolle Möbelstücke und Dekorationsgegenstände von Odilon Redon. Frédéric will davon nichts wissen. Für ihn ist klar, dass das Haus mitsamt den Kunstwerken in Familienbesitz bleiben soll. Doch für seine Geschwister, deren Lebensmittelpunkt schon lange nicht mehr in Frankreich, nicht einmal in Europa liegt, ist das Haus eher eine Last. Doch die drei Geschwister werden bald über die Zukunft des Erbes entscheiden müssen. Hélènes plötzlicher Tod wenige Monate später zwingt sie, sich mit den sperrigen Gegenständen der Vergangenheit auseinanderzusetzen.

## Hintergrund
Die prächtigen Möbel, darunter ein
Schreibtisch von Louis Majorelle, im Nachlass des fiktiven Onkels Paul Berthier sind authentische Antiquitäten, die vom Pariser Musée d’Orsay ausgeliehen wurden.

## Rezeption
Olivier Assayas Film wurde 2009 u. a. von der Boston Society of Film Critics Association, der Los Angeles Film Critics Association und der US-amerikanischen National Society of Film Critics  als bester fremdsprachiger Film ausgezeichnet. Edith Scob erhielt für ihre Darstellung der Mutter Hélène eine César-Nominierung als beste Nebendarstellerin.
Der Film gewann insgesamt 9 Preise und wurde für 23 weitere nominiert. 

### Kritik

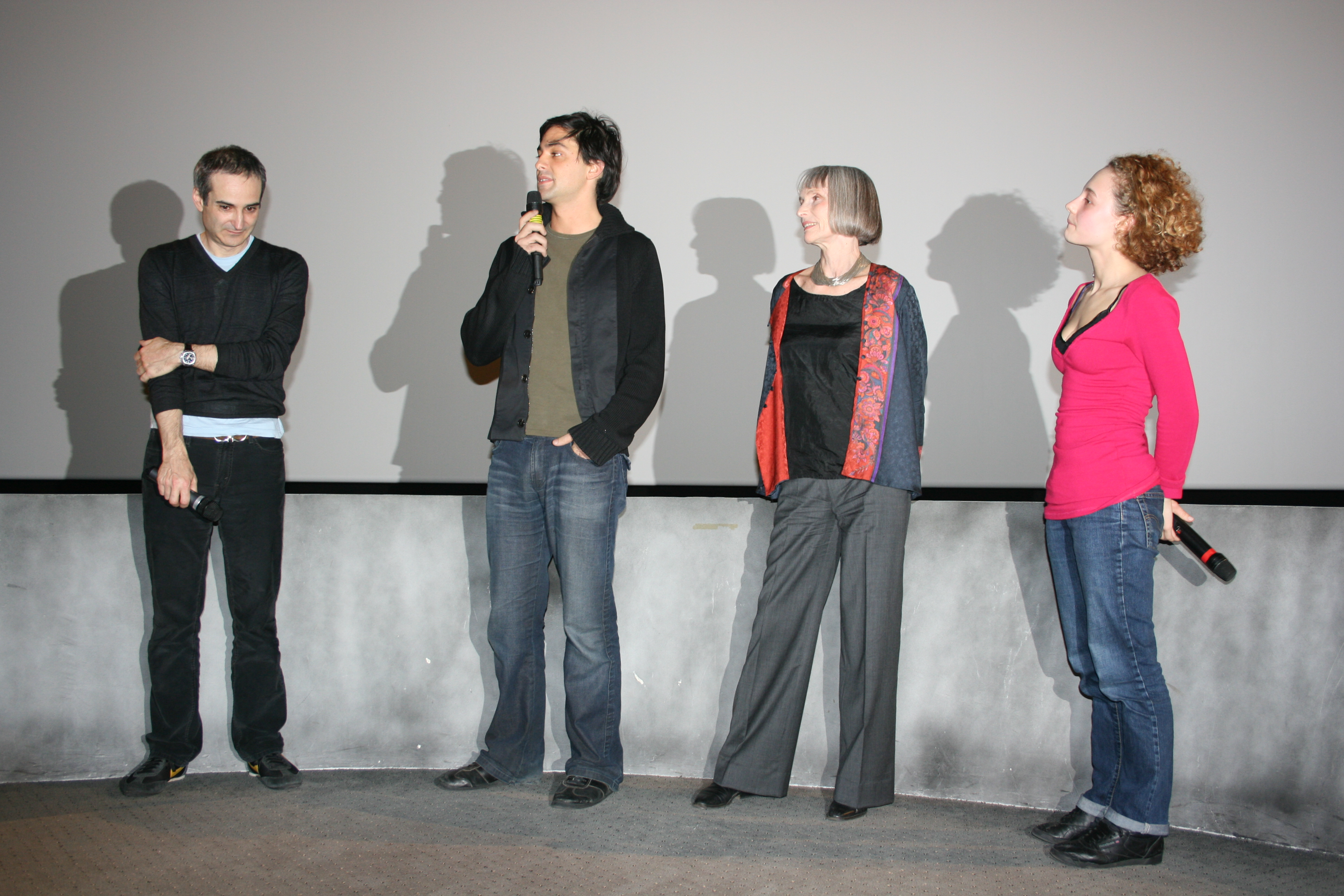
Olivier Assayas, Co-Produzent Charles Gilibert, Édith Scob und Alice de Lencquesaing bei der Vorpremiere des Films in der UGC Ciné Cité Les Halles in Paris 2007

Mit nostalgischer Wehmut beleuchtet der elegant inszenierte Film das Ende des bürgerlichen Zeitalters, in dem die Gegenstände ihre magische Aufladung und damit ihre Bindung an die Vergangenheit verlieren, hieß es im Filmdienst. Die Bezüge zur wirtschaftlichen Euphorie der Nuller-Jahre kurz vor dem Weltfinanzkrise 2007–2008 würden die eher kulturpessimistische Tönung eines Zeitenwandels zusätzlich unterstreichen.
In dem sehr persönlichen, melancholischen und doch heiteren Film werfe Olivier Assays Fragen nach dem Wert alles Materiellen auf, schrieb Der Standard.